# Дві помилки не дають правду
У риториці та етиці, дві помилки не дають правду та дві помилки дають правду  – це фрази, які позначають філософські норми. «Дві помилки дають правду» розглядається як помилка релевантності, у якому звинувачення у порушеннях протипоставляються подібним звинуваченням. Антитеза, «дві помилки не дають правду», — це прислів’я, що використовується для докору чи відмови від протиправної поведінки як відповіді на провину іншого. «Дві помилки дають правду» вважається одною з найпоширеніших помилок у західній філософії.

## Історія
Фраза «дві помилки дають правду» з’являється у вірші, датованому 1734 роком, опублікованому в The London Magazine.

## Приклади
Це неформальна помилка, яка виникає, коли припускається, що, якщо скоєно одну помилку, інша помилка скасує її.
Доповідач A: Ви не повинні красти у свого роботодавця. Це суперечить закону.
Доповідач Б: Мій роботодавець шахраює зі своїми податками. Це теж протизаконно!
Якщо доповідач Б вірить у сентенцію «закону слід дотримуватися», то його невикладена передумова полягає в тому, що порушення закону є виправданим, доки інша сторона також робить це. Але якщо доповідач Б вірить в сентенцію «припустимо порушувати закон, щоб кривдити тих, хто також порушує закон», він не допускає жодної логічної помилки. З розмови вище неможливо дізнатися, кому вірить доповідач Б.
Ця помилка часто використовується як червоний оселедець або спроба змінити або відвернути увагу від проблеми. Наприклад:
Доповідач A: Президент Вільямс збрехав у своїх свідченнях Конгресу. Він не повинен цього робити.
Спікер Б: Але ви ігноруєте той факт, що президент Робертс збрехав у своїх свідченнях у Конгресі!
Навіть якщо президент Робертс збрехав у своїх свідченнях у Конгресі, це не встановлює прецедент, який робить це прийнятним для президента Вільямса (у кращому випадку, це означає, що Вільямс «не гірший за» Робертса). Посилаючись на помилку, спірне питання брехні ігнорується.
Помилка tu quoque є специфічним типом "два кривди роблять правду". Звинувачення іншого в невиконанні того, що проповідується, хоча й доречно в деяких ситуаціях, саме по собі не скасовує дію чи твердження, які сприймаються як суперечливе.

## Критика
Поширене використання терміна у сфері бізнес-етики було піддано критиці вченим Грегорі С. Кавкою, який написав до Journal of Business Ethics. Кавка посилається на філософські концепції відплати Томаса Гоббса. Він стверджує, що якщо щось, що нібито вважається моральним стандартом або загальним соціальним правилом, досить порушується в суспільстві, то окрема особа або група в суспільстві також можуть порушити цей стандарт або правило, оскільки це утримує їх від несправедливого невигідного становища. Крім того, за конкретних обставин порушення соціальних правил можна обґрунтувати, якщо вони зроблені як пряма реакція на інші порушення. Наприклад, Кавка стверджує, що позбавляти когось майна неправильно, але правильно відібрати майно у злочинця, який в першу чергу відбирає чуже майно. Він також стверджує, що слід бути обережним, щоб не використовувати цю двозначність як привід для необдуманого порушення етичних правил.
Журналіст-консерватор Віктор Ласкі написав у своїй книзі «Все почалося не з Уотергейта», що, хоча дві помилки не дають правду, якщо вчинити низку аморальних речей і залишити їх без переслідування, це створює правовий прецедент. Таким чином, люди, які зроблять ті ж самі кривди в майбутньому, повинні розумно сподіватися, що їм це зійде з рук. Ласкі використовує як аналогію ситуації між Джоном Кеннеді з прослуховуванням Мартіна Лютер Кінг  (що ні до чого не призвело) та діями Річарда Ніксона  у Вотергейті (що, на думку Ніксона, також ні до чого).